# Coelioxys epistene
Coelioxys epistene är en biart som beskrevs av Holmberg 1916. Coelioxys epistene ingår i släktet kägelbin, och familjen buksamlarbin. Inga underarter finns listade i Catalogue of Life.